# Paolo Maranca
Paolo Maranca (Nápoles, 28 de fevereiro de 1938 — São Paulo, 19 de agosto de 2006) foi um ilustrador, desenhista, crítico de arte, pintor e jornalista ítalo-brasileiro.

## Biografia
Veio para o Brasil, com a família, ainda criança, no final da Segunda Grande Guerra, quando seu pai, engenheiro agrônomo da FAO, foi contratado para dirigir o complexo agro-industrial da Fazenda Amália de propriedade do Conde Francisco Matarazzo.
Estudou no Colégio São Luís e na Escola de Artesanato do MASP, com Waldemar da Costa e foi assistente de Clovis Graciano e Di Cavalcanti quando ambos tinham atelier no Edifício Três Leões, em São Paulo.
Em 1956 organizou em São Paulo  a exposição do Retrato Moderno com obras de Tarsila do Amaral (1886 - 1973) , Mario Zanini (1907 - 1971), Bruno Giorgi (1905 - 1993), Anita Malfatti (1889 - 1964), Flávio de Carvalho (1899 - 1973), Marysia Portinari (1937), entre outros.
Em 1958 organizou a exposição da Pintura Paulista Contemporânea na Galeria Prestes Maia.
A partir de 1956 iniciou suas atividades de crítico de arte e jornalista no jornal Fanfulla e posteriormente trabalhou nos Diários Associados, Crítica de São Paulo, Correio Paulistano, TV Excelsior, Ultima Hora, Folha da Tarde, O Hebreu e a revista Visão.
Foi Presidente da Associação de Críticos de Arte, APCA, em 1986/1987.
Foi Diretor de Arte do Centro Cultural São Paulo.
Foi um entusiasta incentivador da chamada “Escola Paulista”.